# Стефан Грудев
Стефан Георгиев Грудев е български драматург, биограф и писател.

## Биография и творчество
Стефан Грудев е роден на 25 февруари 1900 година в карловското село Аджар, България.
Автор на пътеписи, множество очерци, пиеси, новели и статии за хора на изкуството.
Заедно с Владимир Полянов сътрудничи на сп. „Будилник“.
Стефан Грудев умира през 1971 г.

## Произведения

### Самостоятелни романи
- „Оковите се чупят“ (1970)[2]

### Пътеписи
- „До Норвегия и Шпицберген: Едно пътуване“ (1937, 1946)[1]

### Пиеси
- „Великден“ (1940)[1]
- „Строители“ (1949)

### Очерци
- „Майстори на спорта“ (1952)[1]
- „Майстори на цигулката: Недялка Симеонова, Васил Черняев, Васко Абаджиев“ (1955)
- „Генерал-полковник Владимир Стойчев, заслужил майстор на спорта“ (1954)
- „Мария Милкова-Золотович“ (1959)
- „Христо Бръмбаров – народен артист“ (1959)
- „Бележити българи: Добри Христов, Адриана Будевска, Кръстьо Сарафов“ (1960)
- „Знаменити цигулари“ (1967)
- „Адриана Будевска: Жизнен и творчески път. 1878 – 1955“ (1967)
- Грудев, Стефан. Кръстьо Сарафов: Жизнен и творчески път.   София, Наука и изкуство, 1970.

### Сборници
- „Новели за жената“ (1947)

### Документалистика
- „От Странджа до Видин. По пътя на българския трудов герой“ (1948)[1]